# Ali Mabkhout
Ali Ahmed Mabkhout Mohsen Omaran Al-Hajeri (arabisch علي أحمد مبخوت محسن عمران الهاجري, DMG ʿAlī Aḥmad Mabḫūt Muḥsin ʿUmarān al-Hāǧirī; * 5. Oktober 1990 in Abu Dhabi) ist ein Fußballspieler aus den Vereinigten Arabischen Emiraten, der beim Erstligisten al-Jazira Club unter Vertrag steht. Der Stürmer ist seit November 2009 Nationalspieler der Vereinigten Arabischen Emirate und seit September 2019 der Rekordtorschütze der Auswahl.

## Karriere

### Verein
Der in Abu Dhabi geborene Ali Mabkhout entstammt der Jugendarbeit des al-Jazira Club, wo er zum Ende der Saison 2008/09 erstmals in die erste Mannschaft beordert wurde. Sein Profidebüt gab er am 17. April 2009 beim 4:1-Heimsieg gegen den Sharjah FC. Neun Tage später konnte er beim 3:1-Auswärtssieg gegen al-Dhafra bereits sein erstes Ligator erzielen. Der junge Stürmer war in seinen ersten Saisons im Erwachsenenbereich hauptsächlich Einwechselspieler und erst in der Spielzeit 2012/13 etablierte er sich in der Startformation und erzielte bereits 10 Tore in 24 Ligaeinsätzen.
Zum Torjäger avancierte er jedoch erst in der Saison 2014/15, die er mit 16 Treffern in 24 Ligaeinsätzen bereits auf dem vierten Rang in der Torschützenliste beendete. In der darauffolgenden Spielzeit 2015/16 traf er im Schnitt bereits in jeder Ligapartie, in der er auf dem Spielfeld stand. Seine 23 Tore reichten jedoch erneut nicht zum Gewinn der Torjägerkrone aus, die Sebastián Tagliabué mit 25 Treffern errang. Seine Torquote konnte er in der darauffolgenden Saison 2016/17 nochmals steigern, in der er in 25 Ligaeinsätzen 31 Torerfolge verbuchen konnte und als erstmaliger Torschützenkönig einen wesentlichen Beitrag zum gewonnenen Meistertitel leistete.
Diese herausragende Leistung konnte er in den nächsten drei Saisons nicht wiederholen, in denen er aber dennoch stets zweistellig treffen konnte.

### Nationalmannschaft
Mit der U20-Nationalmannschaft der Vereinigten Arabischen Emirate nahm Ali Mabkhout an der U20-Weltmeisterschaft 2009 in Ägypten teil und erreichte mit der Auswahl das Viertelfinale.
Im Anschluss an das Turnier gab er am 15. November 2009 beim 3:2-Testspielsieg gegen Tschechien sein Debüt in der A-Nationalmannschaft. Anschließend wurde er in fast drei Jahren nur ein Mal eingesetzt, seit September 2012 ist er jedoch fester Bestandteil der Startformation des Golfstaates. Am 16. Oktober 2012 schrieb er in seinem sechsten Länderspieleinsatz erstmals an, als er beim 6:2-Sieg im freundschaftlichen Länderspiel gegen Bahrain vier Tore erzielen konnte. In den nächsten Einsätzen traf er regelmäßig und am 15. Oktober 2013 markierte er beim 4:0-Auswärtssieg gegen Hongkong in der Qualifikation zur Asienmeisterschaft einen Hattrick. Bei der Endrunde im Januar 2015 in Australien konnte er ebenfalls überzeugen. Mit drei Toren in der Gruppenphase schoss er seine Mannschaft ins Viertelfinale. Dort erzielte er beim 1:1 nach regulärer Spielzeit den einzigen Treffer und im siegreichen Elfmeterschießen konnte er seinen Versuch erfolgreich verwerten. Im Halbfinale scheiterte man zwar mit 0:2 am Gastgeber und späteren Asienmeister Australien, dennoch beförderte Mabkhout mit dem entscheidenden Tor zum 3:2-Sieg gegen den Irak die Vereinigten Arabischen Emirate zu einem hervorragenden dritten Platz, dem besten Ergebnis seit 1996. Mit fünf Toren gewann er den Goldenen Schuh, die Auszeichnung zum erfolgreichsten Torschützen des Wettbewerbs.
Am 1. September 2016 absolvierte er beim 2:1-Auswärtssieg gegen Japan in der Qualifikation zur Weltmeisterschaft 2018 sein 50. Länderspiel. Bei der Asienmeisterschaft 2019 im eigenen Land war er die große Hoffnung der Abyad, die sich zuhause ein gutes Ergebnis ausmachten. In der Gruppenphase trug er mit zwei Toren und einer Vorlage wesentlich zum Weiterkommen bei. Auch beim 3:2-Achtelfinalsieg gegen Kirgisistan konnte er wieder treffen. Im Viertelfinale schoss er sein Land gegen Titelverteidiger Australien zum 1:0-Sieg und damit zur gelungenen Revanche für das verlorene Halbfinale vier Jahre zuvor. Trotz der Eliminierung des Topfavoriten folgte im Halbfinale erneut das Aus, diesmal mit einer deutlichen 0:4-Pleite gegen den späteren Sieger Katar. Auch im Rennen um die Torjägerkrone musste er sich mit seinen vier Treffern zusammen mit vier weiteren Spielern dem Katarer Almoez Abdulla geschlagen geben, der mit neun Toren mehr als doppelt so oft traf.
Am 10. September 2019 erzielte Mabkhout beim 2:1-Sieg gegen Malaysia in der Qualifikation zur Weltmeisterschaft 2022 beide Tore und damit in seinem 77. Einsatz seine Treffer 53 und 54 in der Nationalmannschaft. Damit verdrängte er den bisherigen Rekordtorschützen Adnan at-Talyani endgültig, der in den 1980er und 1990er Jahren für 52 Treffer 161 Länderspiele brauchte.

## Erfolge

### Verein
al-Jazira Club
- UAE Arabian Gulf League: 2010/11, 2016/17
- UAE Arabian Gulf Cup: 2010
- UAE President’s Cup: 2010/11, 2011/12, 2015/16

### Nationalmannschaft
Vereinigte Arabische Emirate U23
- Asienspiele: Silbermedaille 2010

Vereinigte Arabische Emirate
- Golfpokal: Sieger 2013
- Asienmeisterschaft: Dritter Platz 2015

### Individuelle Auszeichnungen
- Torschützenkönig beim Golfpokal: 2014, 2019
- Torschützenkönig der Asienmeisterschaft: 2015
- Torschützenkönig der UAE Arabian Gulf League: 2016/17